# Margarida de Connaught
Margarida Vitória Carlota Augusta Nora de Connaught VA DJStJ (Bagshot Park, 15 de janeiro de 1882 — Estocolmo, 1 de maio de 1920) foi uma princesa britânica por nascimento e duquesa da Escânia e princesa herdeira da Suécia por casamento com o futuro rei Gustavo VI Adolfo. Neta da rainha Vitória do Reino Unido, Margarida foi mãe da rainha consorte Ingrid da Dinamarca e avó dos monarcas Carlos XVI Gustavo da Suécia e Margarida II da Dinamarca e da rainha consorte Ana Maria da Grécia.

## Nascimento

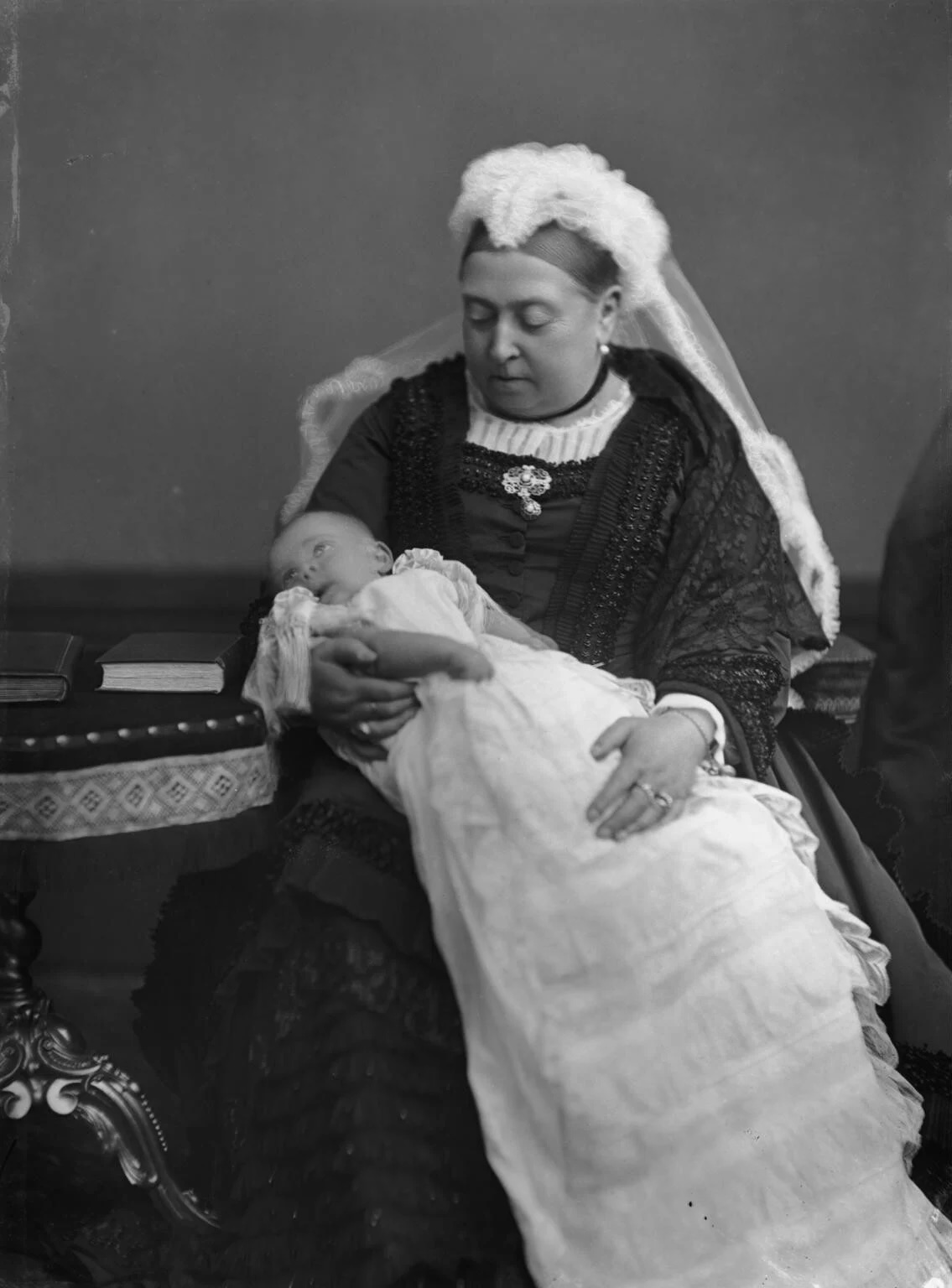
Margarida com a avó, a rainha Vitória (1882)

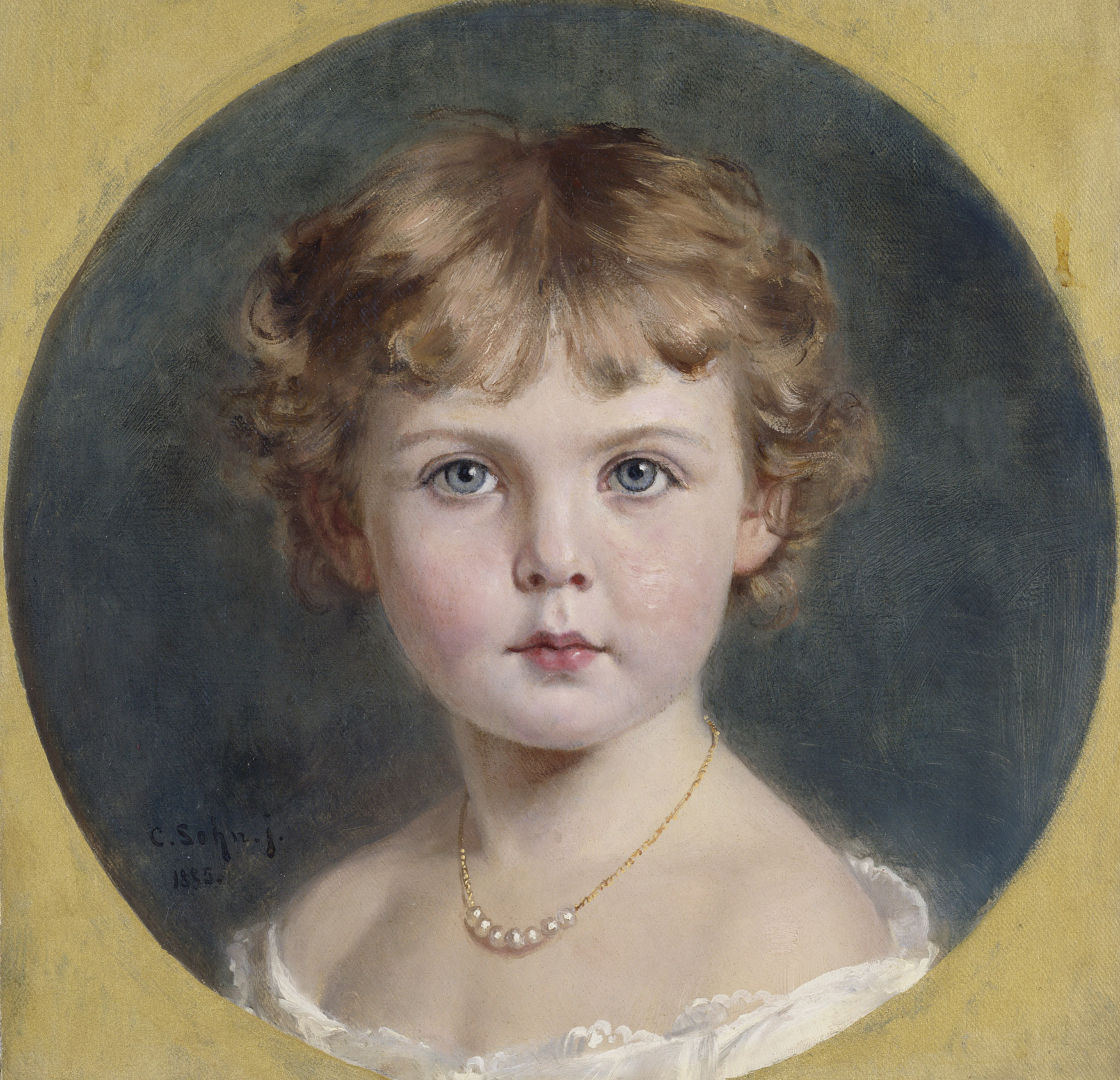
Princesa Margarida de Connaught
Por Carl Rudolph Sohn,, 1885.

Nascida em 15 de janeiro de 1882 em Bagshot Park, Margarida era a filha mais velha de Artur, duque de Connaught e Strathearn e de sua esposa Luísa Margarida da Prússia. Em família, era chamada de Daisy.
Ela foi batizada na Capela Privada do Castelo de Windsor em 11 de março de 1882, por Archibald Tait, arcebispo da Cantuária. Os padrinhos da princesa foram sua avó paterna, a rainha Vitória; o imperador da Alemanha (representado pelo embaixador alemão na Grã-Bretanha, conde Münster); a sua tia paterna, a princesa herdeira da Alemanha (representada pela tia paterna, a princesa de Eslésvico-Holsácia); seus avós maternos, o príncipe Frederico Carlos da Prússia e a princesa Maria Ana de Anhalt-Dessau (representados pelos tios paternos, o duque de Edimburgo e a princesa Beatriz do Reino Unido); a duquesa de Cambridge (representada pela tia paterna, a duquesa de Argyll; o seu tio paterno, o príncipe de Gales; e o seu bisavô materno, o príncipe Carlos da Prússia (representado pelo tio paterno, o duque de Albany.
Em março de 1898, aos 16 anos, foi confirmada na Igreja Anglicana, permitindo-a se casar e marcando o fim de sua infância.
Como um membro da família real britânica, Margarida atendia eventos como reuniões familiares e casamentos. Em 6 de julho de 1893, ela, juntamente com sua irmã Patrícia, foi dama de honra no casamento de seu primo, o duque de Iorque, com a princesa Vitória Maria de Teck.

## Casamento
Margarida e sua irmã mais nova, Patrícia, estavam entre as princesas mais belas e elegíveis da Europa. O tio delas, o rei Eduardo VII, queria que suas sobrinhas desposassem um rei europeu ou um príncipe herdeiro. Em janeiro de 1905, os duques de Connaught e as filhas Margarida e Patrícia visitaram Portugal, onde foram recebidos pelo rei Dom Carlos I, a rainha Dona Amélia e os príncipes Dom Luís Filipe e Dom Manuel. O encontro com os príncipes foi proveitoso e os portugueses esperavam que uma das princesas se tornasse a futura rainha de Portugal, contudo nenhum compromisso concretizou-se. Então, os Connaught foram a Espanha, onde esperava-se que Patrícia se casasse com o rei Afonso XIII, união que também não tomou lugar.

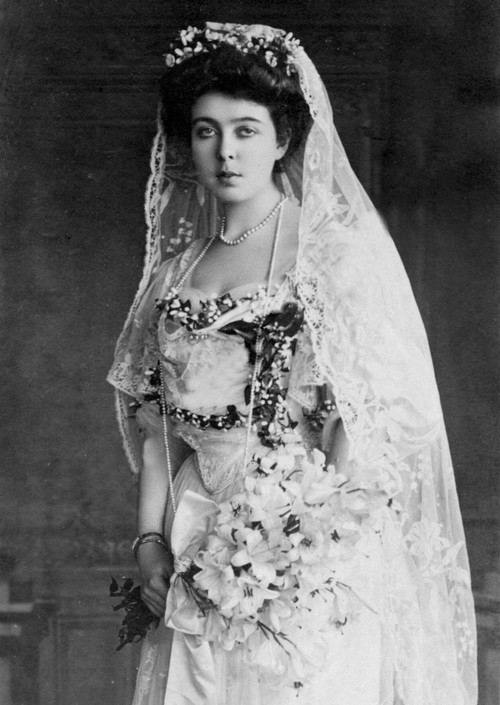
Margarida em seu vestido de casamento.

Após deixarem a Espanha, os Connaught seguiram viagem para o Egito e para o Sudão. Em Cairo, as princesas conheceram Gustavo Adolfo, duque da Escânia, filho do príncipe herdeiro da Suécia e neto do rei Óscar II. Apesar de Patrícia ter sido previamente apontada como a candidata ideal a novia do príncipe sueco, Margarida e Gustavo Adolfo apaixonaram-se à primeira vista e ele pediu a sua mão num jantar organizado no Embaixada do Reino Unido no Egito.
Margarida e Gustavo Adolfo se casaram em 15 de junho de 1905 na Capela de São Jorge no Castelo de Windsor. As damas de honra de Margarida foram sua irmã Patrícia e as primas, as princesas Beatriz de Saxe-Coburgo-Gota, Vitória Eugênia de Battenberg e Maria de Gales. Um dos presentes de casamento de Margarida foi a Tiara Connaught, que ainda permanece na coleção de joias da família real sueca. O casal passou a lua de mel na Mansão Adare na Irlanda e chegou à Suécia em 8 de julho de 1905.
Na Suécia, a princesa ficou conhecida pela versão sueca de seu nome, Margareta. O casamento entre Margarida e Gustvao Adolfo foi descrito como um feliz e amoroso. O casal teve cinco filhos:
1. Gustavo Adolfo (1906-1947), duque da Bótnia Ocidental e pai do rei Carlos XVI Gustavo;
2. Sigvard (1907-2002), duque de Uplândia, depois conde Sigvard Bernadotte de Visburgo;
3. Ingrid (1910-2000), depois rainha consorte da Dinamarca e mãe das rainhas Margarida II da Dinamarca e de Ana Maria da Grécia;
4. Bertil (1912-1997), duque da Halândia;
5. Carlos João (1916-2012), duque de Dalarna, depois conde Carlos João Bernadotte de Wisborg.

Gustvao Adolfo fora criado sob estrita disciplina militar, instituída por sua rígida mãe alemã, e sentiu-se muito atraído pelos diferentes e liberais costumes ingleses da esposa. Margarida era uma mãe dedicada aos filhos e estava determinada a passar tempo com eles. Ela não estava interessada em deixá-los serem criados por tutores e governantas num berçario real, como era de costume na realeza da época.

Quando a infanta Eulália da Espanha visitou a Suécia, ela escreveu a princesa herdeira deu à corte sueca um toque da elegância da corte inglesa de St. James e destacou que Margarida amava sua vida "burguesa" no novo país.

## Princesa herdeira da Suécia
Após dois anos na Suécia, Margarida já falava bem o sueco. Ela também estava ansiosa para descobrir mais sobre a Suécia e, em muitas ocasiões, viajava pelo país como uma incógnita. Durante seus primeiros anos na Suécia, Margarida se comportou com grande seriedade e era considerada rígida, mas com o tempo ela mostrou mais relaxada e natural. A princesa se interessava muito por esportes; no invernos ela esquiava, patinava no gelo e jogava hóquei, e durante os verões ela jogava tênis e golfe. 

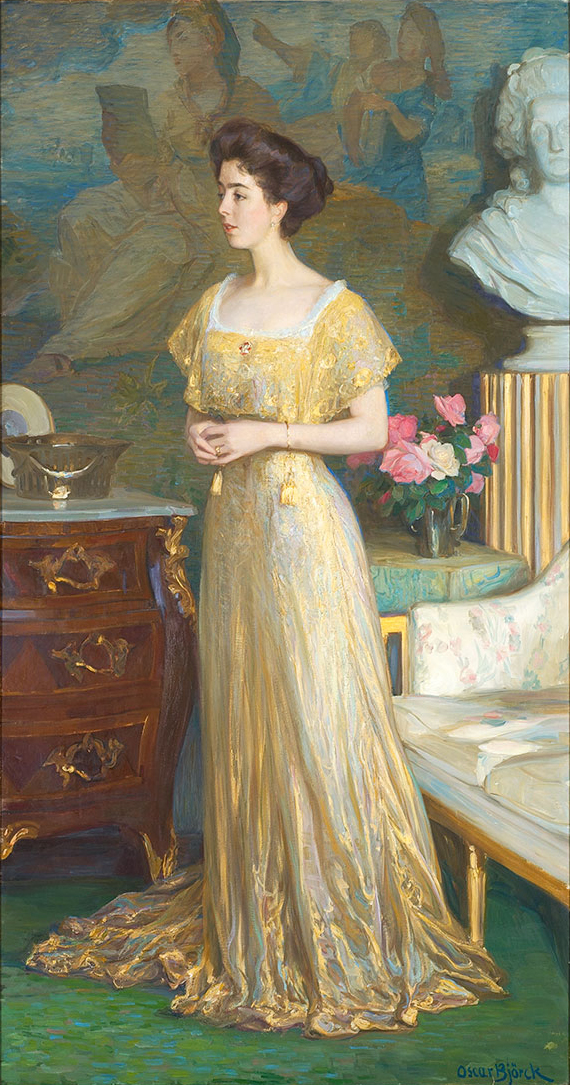
Princesa herdeira Margarida
Por Oscar Björck, 1909.

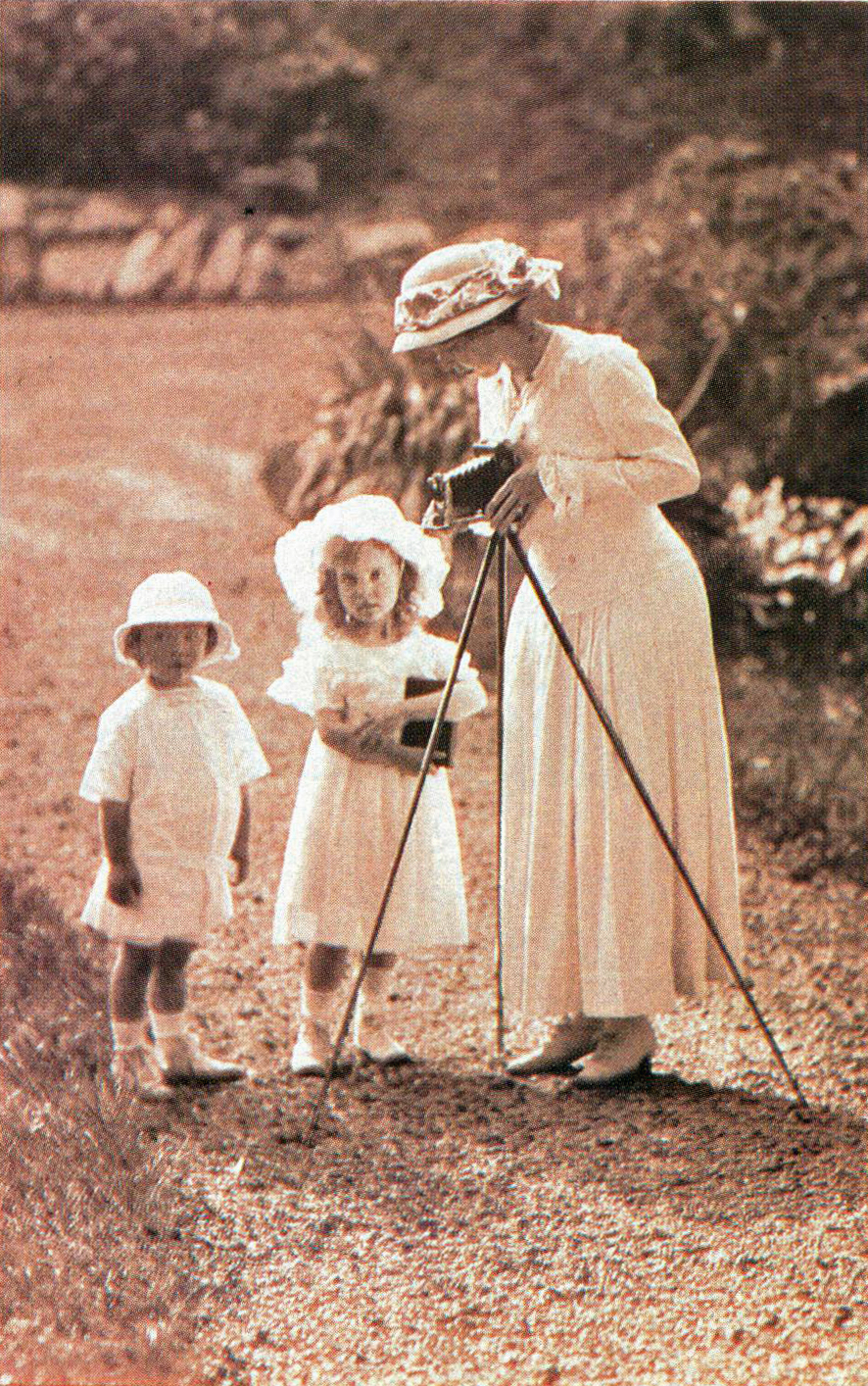
A princesa herdeira e os filhos Bertil e Ingrid com uma câmera fotográfica.

Margarida também se interessava por arte e era admiradora das obras de Claude Monet. Ela tinha grande interesse em fotografia e jardinagem. Ela e seu esposo receberam o Castelo de Sofiero como presente de casamento, onde passavam os verões e ordenaram a replantação  em estilo inglês dos jardins da propriedade. Em 1915, Margarida publicou o livro Vår trädgård på Sofiero ("Nosso Jardim em Sofiero") e, dois anos depois, Från blomstergården ("Do Jardim das Flores"), ilustrado com seus próprios desenhos e fotografias, que foram vendidos em benefício de escolas domésticas e creches.
Durante a Primeira Guerra Mundial, Margarida criou uma sociedade de costura na Suécia para apoiar a Cruz Vermelha. A sociedade fornecia roupas adequadas as forças armadas suecas. Ela também atuou como intermediária para parentes de lados opostos no conflito. Com sua ajuda, cartas privadas e solicitações para rastrear homens desaparecidos em ação foram repassadas. Ela ajudou prisioneiros de guerra em campos de batalha pela Europa, especialmente cidadãos britânicos. Os esforços da princesa durante a guerra eram pró-britânicos, em contraste com a atitude estritamente pró-alemã de sua sogra, Vitória, nascida uma princesa alemã do Grão-ducado de Baden. No final da guerra, quando do estabelecimento da democracia liberal na Suécia, a atitude positiva de Margarida em relação à reforma influenciou seu marido, o príncipe herdeiro, a aceitar as transformações no cenário político, ao contrário dos sogros de Margarida, hostis à reforma. Acredita-se que isso tenha aliviado as tensões políticas e preservado a monarquia sueca.

## Morte
Em 1 de maio de 1920, às 2:00 da manhã de sábado, a princesa herdeira, então grávida de oito meses de seu sexto filho, morreu repentinamente em Estocolmo após um choque séptico. Margarida já vinha sofrendo com problemas de saúde desde o inverno anterior; a princesa teve sarampo, que compromteu seu audição, e passou por uma cirurgia para remover uma mastoide. No domingo anterior a sua morte, ela sofria de uma dor atrás dos olhos e os médicos decidiram realizar outro procedimento. Na quinta-feira, os sintomas de erisipela apareceram sob sua orelha direita e na sexta-feira à noite ela ficou gravemente doente, com os sintomas de sepse tornando-se evidentes. Ela morreu poucas horas depois na madrugada de sábado. Ao anunciar sua morte durante as tradicionais celebrações do Dia Internacional dos Trabalhadores, o primeiro-ministro sueco Hjalmar Branting disse: o raio de sol no Palácio de Estocolmo se apagou.
No Reino Unido havia rumores de que Margarida, infeliz com o estado atual do mundo pós-guerra, tivesse se suicidado.
Ela foi enterrada no Cemitério Real do Palácio de Haga (seguindo seus desejos específicos e detalhados, escritos em 1914) com seu vestido e véu de noiva e um crucifixo nas mãos em um caixão simples feito de carvalho inglês e coberto com as bandeiras britânica e sueca. Ela também solicitou que não houvesse velório após sua morte.

## Legado
Em 2000, o famoso paisagista britânico David CH Austin nomeou uma rosa, Crown Princess Margareta, em sua homenagem; a princesa Margarida era uma talentosa jardineira e paisagista e teve um papel importante no projeto e cuidado dos jardins do Castelo de Sofiero.
Em 2021, uma exposição intitulada Daisy. Crown Princess Margareta, 1882–1920 foi organizada em sua homenagem no Palácio Real de Estocolmo.

## Títulos, estilos, honras e brasões

### Títulos e estilos
- 15 de janeiro de 1882 – 15 de junho de 1905: Sua Alteza Real, a Princesa Margarida de Connaught
- 15 de junho de 1905 – 8 de dezembro de 1907: Sua Alteza Real, a Duquesa da Escânia
- 8 de dezembro de 1907 – 1 de maio de 1920: Sua Alteza Real, a Princesa Herdeira da Suécia, Duquesa da Escânia

### Honras
- VA: Membro da Segunda Classe da Real Ordem de Vitória e Alberto[25]
- DJStJ: Dama da Venerável Ordem de São João[26]

Brasão como Princesa do Reino Unido[27]
Brasão como Princesa Herdeira da Suécia